# Анна Сибила фон Золмс-Зоненвалде
Анна Сибила фон Золмс-Зоненвалде (на немски: Anne Sybille zu Solms-Sonnenwalde; * 1615; † 19 септември 1635 в Нюрнберг) е графиня от Золмс-Зоненвалде-Поух и чрез женитба графиня на Йотинген-Йотинген-Харбург в Швабия, Бавария.

## Произход
Тя е дъщеря на граф Хайнрих Вилхелм фон Золмс-Зоненвалде-Поух (1583 – 1632) и първата му съпруга графиня София Доротея фон Мансфелд-Арнщайн (1593 – 1617), дъщеря на граф Вилхелм V фон Мансфелд-Арнщайн и Матилда фон Насау-Диленбург, дъщеря на граф Йохан VI фон Насау-Диленбург.
Баща ѝ Хайнрих Вилхелм се жени втори път на 23 април 1620 г. за графиня Мария Магдалена фон Йотинген-Йотинген (1600 – 1636), дъщеря на граф Лудвиг Еберхард фон Йотинген-Йотинген и графиня Маргарета фон Ербах.
Анна Сибила фон Золмс-Зоненвалде умира на 20 години след раждане на мъртва дъщеря на 19 септември 1635 г. в Нюрнберг и е погребана в Харбург.

## Фамилия
Анна Сибила фон Золмс-Зоненвалде се омъжва на 18 декември 1633 г. в Йотинген за граф Йоахим Ернст фон Йотинген-Йотинген (1612 – 1659), син на граф Лудвиг Еберхард фон Йотинген-Йотинген (1577 – 1634) и графиня Маргарета фон Ербах (1576 – 1635). Тя е заварена дъщеря на сестра му Мария Магдалена. Тя е първата му съпруга. Те имат две дъщери:
- София Маргарета (19 декември 1634 в Улм – 5 август 1664 в Ансбах), омъжена на 15 октомври 1651 в Йотинген за маркграф Албрехт фон Бранденбург-Ансбах (1620 – 1667)
- Анна Христина (*/† 18 септември 1635 в Нюрнберг)

Йоахим Ернст фон Йотинген се жени втори път на 5 декември 1638 г. в Нойенщайн за графиня Анна Доротея фон Хоенлое-Нойенщайн-Глайхен (1621 – 1643).